# CVU Midt Vest
CVU Midt-Vest er en sammenslutning af 7 uddannelsesinstitutioner, en efter- og videreuddannelsesafdeling samt en udviklings- og forskningsafdeling.

## Eksterne kilder
- CVU Midt Vest sammenlægges med 4 andre